# V442 Геркулеса
V442 Геркулеса (лат. V442 Herculis) — одиночная переменная звезда* в созвездии Геркулеса на расстоянии приблизительно 9253 световых лет (около 2837 парсек) от Солнца. Видимая звёздная величина звезды — от +13,8m до +12,5m.
Открыта Отто Моргенротом в 1934 году.

## Характеристики
V442 Геркулеса — жёлто-белая пульсирующая переменная звезда типа RR Лиры (RRAB) спектрального класса F. Радиус — около 4,23 солнечного, светимость — около 41,917 солнечной. Эффективная температура — около 7137 K.